# 約翰·史蒂文森
約翰·史蒂文森（英語：John Stevenson，1963年7月4日—）是一位英格蘭政治人物，他的黨籍是保守黨。自2010年開始，他擔任卡萊爾選區選出的英國下議院議員。他出生在蘇格蘭阿伯丁。